# Anna Kozlova (écrivaine)
Pour l’article homonyme, voir Anna Kozlova (pratiquante de natation synchronisée).
Anna Yourievna Kozlova (Анна Юрьевна Козлова), née le 17 février 1981 à Moscou, est une auteure et scénariste russe.

## Vie familiale
Anna Kozlova appartient à une famille de littérateurs : son grand-père est l’écrivain et scénariste William Kozlov et son père l’écrivain Youri Kozlov. Elle a été mariée à l'écrivain Sergueï Chargounov. Elle a deux enfants : une fille (née en 2002) et un fils (né en 2006).

## Parcours professionnel
Anna Kozlova a fréquenté un lycée artistique, avant de renoncer à la peinture, à l'âge de treize ans. En 2003, elle sort diplômée de la faculté de journalisme de l'université de Moscou. Elle collabore à diverses publications, telles que les journaux Nezavissimaïa Gazeta, Literatournaïa gazeta, Literatournaïa Rossiia ou les revues Rodina et Iounost. Elle a également travaillé au sein du département des relations publiques de la chaîne TNT.

## Débuts en littérature
En 2004, elle publie aux éditions SovA (СовА) un livre intitulé Le Pleurnicheur (Плакса). Le recueil contient la nouvelle "Les Chats en or" (Золотые кошки), quelques récits et le roman La Découverte de la canne à pêche (Открытие удочки). La publication du livre est mouvementée. Anna Kozlova la raconte ainsi : « L’un des fondateurs de la maison d'édition était un homme très religieux, comme cela s'est avéré soudain, après la publication du livre. Avant, il avait donné de l'argent pour le projet sans sourciller, en s'imaginant sans doute que le livre plaisait à Dieu. Quand il l'a lu, il a compris que Dieu n'allait pas du tout aimer. Il y a eu tout un scandale et une partie du tirage a été détruite. Le journal Kommersant et le magazine Aficha (Афиша) louent en revanche le livre.
En 2005, Anna Kozlova publie un nouveau roman, La Société des audacieux (Общество смелых) et en 2006, elle commence à collaborer avec les éditions Amfora (ru) où elle publie ses trois œuvres suivantes : la longue nouvelle "Salut au vainqueur" (Превед победителю, 2006) ainsi que les romans Les Gens à la conscience pure (Люди с чистой совестью, 2008) et Comme une envie de foutre le feu (Все, что вы хотели, но боялись поджечь, 2011).

## Une carrière de scénariste
Après Comme une envie de foutre le feu, Anna Kozlova reste six années sans publier de livre. À une journaliste qui l’interroge sur la raison de cette interruption, elle répond : « J’ai commencé à travailler pour le cinéma. C’était nouveau, passionnant et prenant. Vers la fin des années 2010, la littérature intéresse si peu les gens que j’ai même songé à ne plus jamais y revenir. »
De fait, Konstantin Ernst, le directeur général de la chaîne Pervi Kanal, qui admire les romans d’Anna Kozlova, lui propose décrire le scénario d’une série consacrée aux femmes. Ce sera Petit précis de vie heureuse (Краткий курс счастливой жизни), en 2011. Anna  Kozlova n’ayant pas participé au choix de la réalisatrice, Valeria Gaï Germanica, elle ne sera pas toujours d’accord avec son interprétation du scénario. « Je voulais écrire un scénario où la vie serait telle que je la vois, dira-t-elle. À savoir un flot continuel d’absurdités. »
En 2012, elle écrit une nouvelle série pour le Pervi Kanal, le mélodrame Le Divorce (Развод) pour la réalisatrice Vera Storojeva. « C’est un panorama de la vie de famille dont le conflit de base est constitué par des époux cherchant à divorcer. Et l’immense quantité de problèmes causés par ce divorce. Je m’inspire de la vie pour la plupart des situations et, dans cette histoire, il y a de nombreux éléments tirés de mon second divorce, des histoires de mes amies, de l’observation de mes parents. Le final, son optimisme et sa gaieté, tout cela provient de Véra Storojeva. »

## Retour au roman

### F20
Parallèlement à son travail scénaristique qui se poursuit (trois séries : Yasmine (Ясмин), 1001, Le Parti (Партия) et un long métrage : 9 journées et une matinée (9 дней и одно утро) entre 2013 et 2016), Anna Kozlova se remet au roman. Elle confie à une journaliste : « J’ai écrit F20 pendant six ans, en volant des nuits, des jours, des heures au flux incessant du travail journalistique. » L’idée lui en serait venue en tombant par hasard sur un forum de schizophrènes pendant qu’elle surfait sur Internet sous prétexte de recherches pour un énième scénario. « Les gens y racontaient des choses affreuses qui leur étaient arrivées, sans cri ni émotion, mais à la demande des autres participants. Et j’ai alors compris qu’il serait très intéressant de prendre l’un d’eux pour héros. »
Une fois son roman achevé, elle essuie un refus de la part des éditions Eksmo, dont l’un des responsables éditoriaux aurait trouvé F20 impossible à vendre : « Vous savez comment vivent les gens dans notre pays ? lui aurait-on répondu. Imaginez qu’ils ouvrent votre livre dans un train de banlieue. Qu’est-ce qu’ils y verront ? » Anna Kozlova a donc ensuite adressé son livre à la revue littéraire Drujba Narodov (ru) où il a été publié, attirant presque aussitôt l’attention des éditions Ripol (ru) qui l’ont republié. Malheureusement, Anna Kozlova découvre alors que le texte a été imprimé sans les corrections qu’elle y avait apportées. S’ensuit un contentieux juridique au terme duquel le livre paraît enfin avec une couverture et un texte qui satisfont l’auteure. En 2017, F20 remporte le prix du best-seller national (ru). Anna Kozlova décrit ainsi ce qu’elle a cherché à faire dans ce roman : « Beaucoup de choses communément admises et même approuvées me paraissent anormales. La famille et le mariage notamment renferment un concentré de folie tout particulier, de quoi en rester baba. Et je ne parle même pas de l’éducation des enfants. C’est de ça dont j’ai voulu parler. » Ce roman est traduit en danois et en français.
En 2018, Anna Kozlova écrit le scénario de L’Anneau des jardins (Садовое кольцо), une série pour le studio de Valeri_Todorovski qui sera diffusée sur le Pervi Kanal. Elle présente cette série comme la conclusion du Petit précis de vie heureuse dans sa propre vie.

### Riourik
En 2019, Anna Kozlova publie un nouveau roman, Riourik (Рюрик) aux éditions Fantom-Press (ru), qu’elle a pu écrire grâce à une résidence d’écrivain à Berlin, financée conjointement par l’Institut Goethe et le Colloque littéraire Berlin (de). Il s’agit selon elle d’un roman « sur l’hypocrisie qui, telle une bombe à retardement, se tapit sous la façade des espoirs les plus grandioses. Sur les illusions auxquelles nous croyons obstinément sans jamais vouloir admettre qui nous sommes en réalité. Et sur le fait que, en vivant d’illusions – peu importe lesquelles : « famille heureuse », « profession honnête » ou « maternité sanctifiée » –, nous vivons à crédit et que la vie finira tôt ou tard par nous présenter l’addition. »

## Influences littéraires
Anna Kozlova affiche volontiers ses affinités avec des écrivains pamphlétaires, comme Louis-Ferdinand Céline, ou encore Thomas Mann et son chef-d'œuvre, La Montagne magique. Dans une interview sur ses affinités littéraires, elle déclare : « Avant, je considérais que j’aimais Dostoïevski, mais à présent, il me plaît beaucoup moins, même si Les Frères Karamazov est le plus grand roman du XIXe siècle. Chez les Japonais, celui que je préfère, c’est Osamu Dazai. Parmi les contemporains, Michel Houellebecq et Pelevine. Limonov, il s’est mis à m’agacer. »
Plus tard, elle a précisé : « Je lis surtout de la littérature traduite. Ces derniers temps, à dire vrai, je suis passée de l’Ouest à l’Est, j’ai lu Mo Yan, Arundhati Roy, Eka Kurniawan. Les auteurs russes contemporains ont un unique problème, mais de taille : l’absence de sujet. En tant que lectrice, cela me déplaît énormément. J’apprécie les histoires, la façon dont elles sont données, conçues et écrites. En revanche, l’opinion d’un auteur sur le destin de la Russie et sur la vie, hélas, ça ne m’intéresse pas. »

## Scénarios
- Краткий курс счастливой жизни (Petit précis de vie heureuse), 2011
- Развод (Le Divorce), 2012
- Ясмин (Yasmine), 2013
- 1001, 2014
- 9 дней и одно утро (9 journées et une matinée), 2014
- Партия (Le Parti), 2016
- Садовое кольцо (L’Anneau des jardins), 2018

## Prix et récompenses
- 2019 : Prix Yasnaïa Poliana pour le roman Riourik.
- 2018 : Prix des lecteurs pour le roman F20.
- 2017 : Prix du best-seller national pour le roman F20[5].
- 2017 : Prix Booker des étudiants pour le roman F20.
- 2008 : Prix du best-seller national pour le roman Les Gens à la conscience pure (Люди с чистой совестью)[6].